# Odites
Odites is een geslacht van vlinders van de familie sikkelmotten (Oecophoridae), uit de onderfamilie Xyloryctinae.

## Soorten
- O. actuosa Meyrick, 1914
- O. agathopella Viette, 1968
- O. agraula Meyrick, 1908
- O. albidella (Snellen, 1901)
- O. analogica Meyrick, 1917
- O. anasticta Meyrick, 1930
- O. anisocarpa Meyrick, 1930
- O. apicalis Diakonoff, 1967
- O. arenella Legrand, 1965
- O. argyrophanes (Meyrick, 1937)
- O. armilligera Meyrick, 1922
- O. aspasta Meyrick, 1908
- O. assidua Meyrick, 1914
- O. atalanta Le Cerf, 1934
- O. atmopa Meyrick, 1914
- O. atomosperma Meyrick, 1933
- O. atonopa Meyrick, 1918
- O. atropunctella (Walsingham, 1881)
- O. balanospila Meyrick, 1930
- O. balsamias Meyrick, 1911
- O. bambusae Walsingham, 1900
- O. brachyclista Meyrick, 1928
- O. carcharopa Meyrick, 1914
- O. carterella Walsingham, 1891
- O. cataxantha Meyrick, 1915
- O. centrias (Meyrick, 1894)
- O. circiformis Meyrick, 1930
- O. citrantha Meyrick, 1908
- O. citromela Meyrick, 1923
- O. collega Meyrick, 1927
- O. concava Meyrick, 1922
- O. consecrata Meyrick, 1917
- O. consignata Meyrick, 1921
- O. continua Meyrick, 1935
- O. crocota Meyrick, 1912
- O. crossophanta Meyrick, 1930
- O. cuculans Meyrick, 1918
- O. cyphoma Meyrick, 1915
- O. choricopa Meyrick, 1931
- O. diacentra Meyrick, 1921
- O. diopta Meyrick, 1917
- O. duodaca Diakonoff, 1948
- O. emensa Meyrick, 1921
- O. encarsia Meyrick, 1908
- O. eriopa Meyrick, 1908
- O. euphema Meyrick, 1914
- O. exterrita Meyrick, 1937
- O. fessa Meyrick, 1921
- O. flavimaculata (Christoph, 1884)
- O. fotsyella Viette, 1972
- O. fructuosa Meyrick, 1915
- O. fruticosa Meyrick, 1915
- O. furfurosa (Meyrick, 1906)
- O. glaphyra Meyrick, 1908
- O. gomphias Meyrick, 1908
- O. haplonoma Meyrick, 1915
- O. hederae Walsingham, 1900
- O. hemigymna Meyrick, 1930
- O. hemipercna Meyrick, 1914
- O. heptasticta Meyrick, 1914
- O. hermatica Meyrick, 1915
- O. holocitra Meyrick, 1925
- O. holotorna Meyrick, 1925
- O. homocirrha Diakonoff, 1967
- O. idonea Meyrick, 1925
- O. incallida Meyrick, 1915
- O. incolumis Meyrick, 1918
- O. incusata Meyrick, 1921
- O. insons Meyrick, 1912
- O. inversa Meyrick, 1914
- O. isocentra (Meyrick, 1906)

- O. isosticha Meyrick, 1915
- O. issikii Takahashi, 1961
- O. laconica Meyrick, 1927
- O. lioxesta Meyrick, 1933
- O. lividula Meyrick, 1932
- O. malagasiella Viette, 1967
- O. malivora Meyrick, 1930
- O. matura Meyrick, 1914
- O. meloxantha Meyrick, 1927
- O. metaclista Meyrick, 1915
- O. metaphracta Meyrick, 1909
- O. metascia Meyrick, 1937
- O. monogona Meyrick, 1938
- O. natalensis Walsingham, 1891
- O. nectaropa Meyrick, 1914
- O. notocapna Meyrick, 1925
- O. notosticta Meyrick, 1925
- O. nubeculosa Meyrick, 1918
- O. obumbrata Meyrick, 1925
- O. obvia Meyrick, 1914
- O. ochrodryas Meyrick, 1933
- O. oligectis Meyrick, 1917
- O. orthometra Meyrick, 1908
- O. pancyclia Meyrick, 1928
- O. paracyrta (Meyrick, 1905)
- O. pedicata Meyrick, 1914
- O. pelochrosta Meyrick, 1933
- O. perfusella Viette, 1958
- O. periscias Meyrick, 1928
- O. perissa Diakonoff, 1967
- O. plocamopa Meyrick, 1935
- O. practoria Meyrick, 1908
- O. praefixa Meyrick, 1921
- O. pragmatias Meyrick, 1914
- O. procellosa Meyrick, 1908
- O. prosedra Meyrick, 1915
- O. psilotis (Meyrick, 1905)
- O. pubescentella Stainton, 1859
- O. pudica Lower, 1896
- O. ratellina (Turati, 1919)
- O. repetita Meyrick, 1932
- O. ricinella (Stainton, 1859)
- O. ricini Stainton, 1859
- O. scribaria Meyrick, 1915
- O. semibrunnea Bradley, 1958
- O. semisepta Meyrick, 1930
- O. siccinervis Meyrick, 1930
- O. sphaerophyes Diakonoff, 1966
- O. sphenidias Meyrick, 1914
- O. subsignella (Rebel, 1893)
- O. sucinea Meyrick, 1915
- O. superscripta Meyrick, 1926
- O. swinhoei (Butler, 1883)
- O. thesmia Meyrick, 1917
- O. tinactella Viette, 1958
- O. typota Meyrick, 1915
- O. velipotens Meyrick, 1935
- O. venusta Moriuti, 1977
- O. xenophaea Meyrick, 1931